# Адамовы яблоки
«Адамовы яблоки» (дат. Adams Æbler) — германо-датский фильм, вышедший на экраны в 2005 году. Главные роли исполнили Мадс Миккельсен и Ульрих Томпсен. 

## Сюжет
Адам, бывший лидер неонацистской группировки, досрочно освобождён из тюрьмы. Ему приходится пройти испытательный срок в сельской церкви, настоятелем которой является Ивэн — многострадальный священник, искренне и слепо верящий в добро и честность людей. Адаму же этот испытательный срок нужен только для того, чтобы переждать некоторое время и вернуться к своим недобросовестным занятиям. Ивэн даёт Адаму задачу, в выполнении которой и будет заключаться его путь к перевоспитанию — нужно испечь яблочный пирог из яблок с яблони, растущей в церковном саду. Тем не менее это оказывается непростой задачей: то на дерево нападают вороны и портят все яблоки, то в него попадает молния, то духовка перестаёт работать, из-за чего испечь пирог становится невозможно. Адам, вначале считающий Ивэна сумасшедшим глупцом и даже избивающий его, с течением времени меняет своё мнение о нём, и в конце фильма изо всех пытается сделать всё, чтобы наконец испечь пирог. Фильм заканчивается тем, что Адам полностью преображается, отказавшись от прежних убеждений, став помощником Ивэна, помогающим ему исправлять новоприбывших преступников. 

## Награды и номинации
В 2006 году фильм был номинирован на кинопремию «Бодил» (одна из престижнейших кинопремий Дании) в категории лучший датский фильм и лучшая мужская роль второго плана. В этом же году фильм стал лауреатом премии «Золотой ворон» на Брюссельском кинофестивале. Помимо этого, фильм был выдвинут от Дании на премию «Оскар» за лучший фильм на иностранном языке, однако не попал в шорт-лист номинации.

## В ролях
| Актёр               | Роль           |
| ------------------- | -------------- |
| Ульрих Томсен       | Адам           |
| Мадс Миккельсен     | Ивэн           |
| Николас Бро         | Гуннар         |
| Паприка Стеэн       | Сара           |
| Али Казим           | Халид          |
| Оле Теструп         | доктор Колберг |
| Николай Лие Каас    | Холгер         |
| Гирд Лофквист       | Пол            |
| Питер Рейчхардт     | Налле          |
| Томас Виллум Йенсен | Арне           |
| Питер Ламберт       | Йорген         |
| Эмиль Кевин Олсен   | Кристоффер     |